# Окультизм
Окульти́зм (від лат. occult — потаємний)  — містичне вчення, псевдонаука, що визнає існування надприродних (окультних) сил і можливість спілкування з ними за допомогою ритуалів та магії.
Автор першого окультного трактату «Смарагдові скрижалі» — Гермес Трисмегіст.
В основі окультизму лежать «принципи» й «закони» первісної магії. Окультисти лише систематизували найдавніші магічні уявлення, засновані на принципі: подібне викликає подібне (симпатична магія), частина заміняє ціле (контагіозна магія).
Окультизм охоплює магію, алхімію, екстрасенсорне сприйняття, астрологію, спіритуалізм, релігію і передбачення. Тлумачення окультизму і його концепція можуть бути знайдені в працях філософів і релігіях, таких як, наприклад, магія Хаосу, гностицизм, герметизм, теософія, вікка, телема і неоязичництво.